# Мурашниця каштанова
Мурашниця каштанова (Grallaria blakei) — вид горобцеподібних птахів родини Grallariidae.

## Назва
Вид названо на честь Еммета Рейда Блейка  (1908-1997) — американського зоолога з Музею Філда, на знак подяки за його важливий внесок у систематику, таксономію та біогеографію неотропічних птахів.

## Поширення
Ендемік Перу. Мешкає в Андах на півночі та в центрі країни на висоті від 2100 до 3100 м.